# Muraltia saxicola
Muraltia saxicola är en jungfrulinsväxtart som beskrevs av Chod.. Muraltia saxicola ingår i släktet Muraltia och familjen jungfrulinsväxter. Inga underarter finns listade i Catalogue of Life.